# ケネス・ブルムリー
ケネス・ブルムリー（Kenneth Brumley、1968年 - ）は、体重が確認された史上最も重い人物の一人である。彼は、チャンネル4のドキュメンタリー番組『BodyShock』の「Half Ton Dad」で、体重468キロ、ミニバンサイズの4児の父親として紹介された。

## 生い立ち
子供の頃はバスケットボール、野球、アメリカンフットボールに打ち込み、平均的な体重をキープしていたが、19歳でカリフォルニアに引っ越してからはプレーをやめ、体重はどんどん増えていった。

## その後の人生
最も体重が重いとき、ブルムリーの1日のカロリー摂取量は約3万キロカロリーだった。
ドキュメンタリーに登場するケネス・ブルムリーの証言によると、彼は15年間ベッドに寝たきりだったという。ヒューストンのルネッサンス病院で胃バイパス手術を受けた後、消防隊員がブルムリーの家の壁をハンマーで壊して、彼を助け出さなければならなかった。
ルネッサンス病院では、当時世界一体重の重い女性だったとされるレニー・ウィリアムズを治療した専門チームが、ブラムリーの治療を担当した。ブラムリーの治療の第一歩は、1日1200キロカロリーに制限した食事療法で、これによって彼はわずか40日間で76キロの減量に成功した。